# Gallaba subviridis
Gallaba subviridis är en fjärilsart som beskrevs av Turner 1941. Gallaba subviridis ingår i släktet Gallaba och familjen tandspinnare. Inga underarter finns listade i Catalogue of Life.